# Bahnhof Cherson

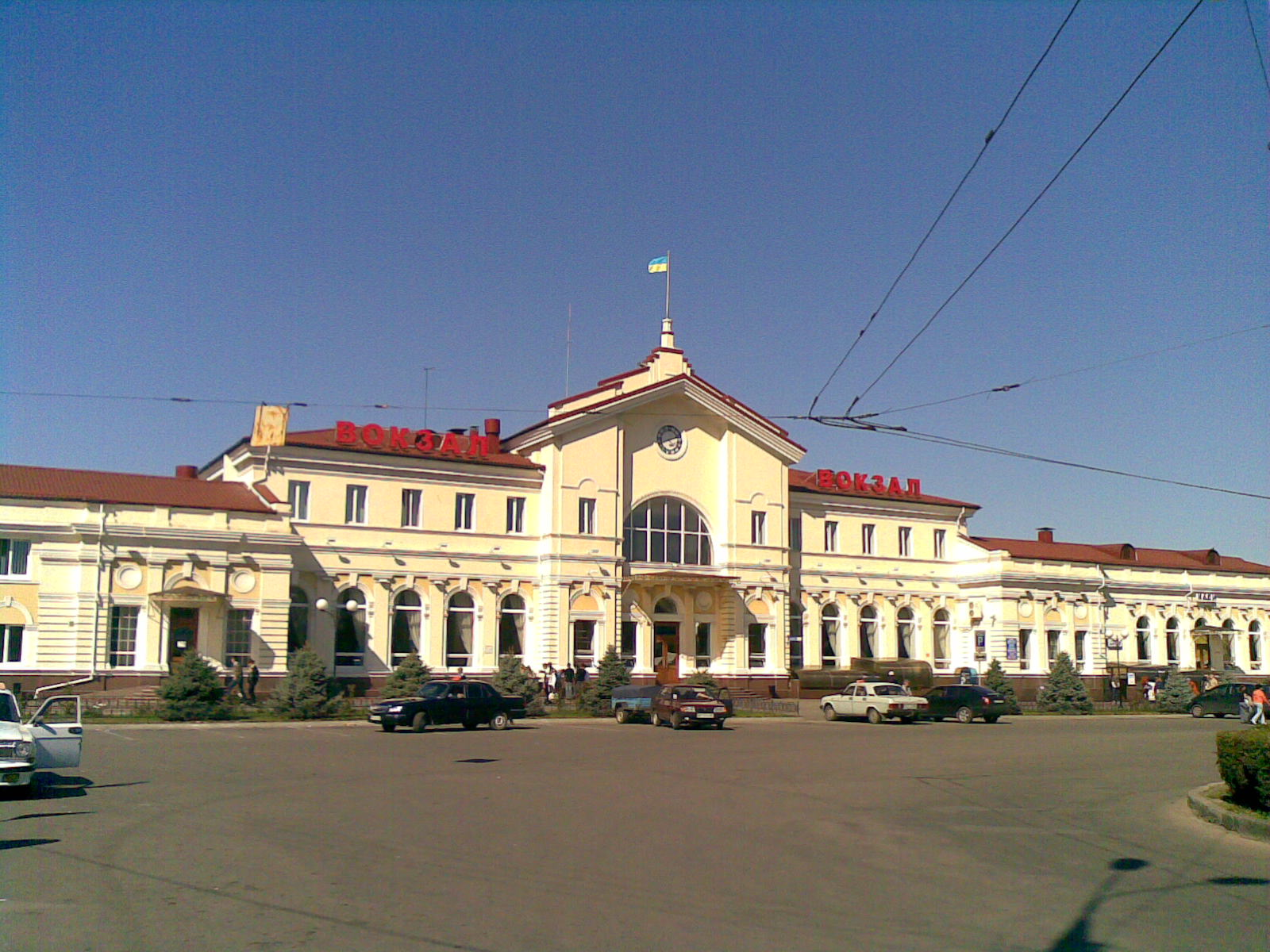
Bahnhofsvorplatz

Der Bahnhof Cherson (ukrainisch Станція Херсон Stanzija Cherson, russisch Станция Херсон) ist der Bahnhof der Oblasthauptstadt Cherson und ein Eisenbahnknotenpunkt in der Ukraine. Er wurde 1907 eröffnet.
Durch den Bahnhof führen Eisenbahnstrecken aus der Nordukraine auf die Krim.

## Geschichte
Die Hafenstadt Cherson am Dnepr erhielt 1907 ihren ersten Bahnhof nördlich des Stadtzentrums. 1907 entstanden aus der Charkow-Nikolajew-Bahn und der Kursk-Charkow-Sewastopol-Bahn die Russischen Südbahnen, die eine Strecke nach Mykolajiw bauten. Von Cherson aus führt seit 1954 die Bahnstrecke nach Kertsch über die Antoniwka-Eisenbahnbrücke und weiter auf die Krim.
Bahnverbindungen von Cherson bestanden nach Uschhorod, Kiew, Moskau, Lwiw, Rachiw, Charkiw, Odessa, Sumy, Schytomyr, Apostolowe, Sewastopol und Wadym.
Im Jahr 2022 wurde der Bahnverkehr am 24. Februar nach der Besetzung der Südukraine durch Russland unterbrochen. Erst nach dem Abzug der russischen Truppen aus Cherson im November 2022 wurde der Bahnbetrieb am 19. November 2022 wieder aufgenommen.

## Verkehrsnetz von Cherson
Vom Bahnhof Cherson führt ein Gleisanschluss zum Hafenbahnhof Cherson-Port direkt neben dem Flusshafen Cherson, wo bis 2022 der Anschluss auf die Dnepr-Schifffahrt möglich war.
Industriegleise führen zu den Gewerbequartieren in verschiedenen Stadtteilen und zu den Schiffbauwerften am Dnepr im Stadtteil Korabel. Bahnanschluss haben auch Tanklager sowie die Betriebe im Seehafen Cherson.